# Oudebildtzijl

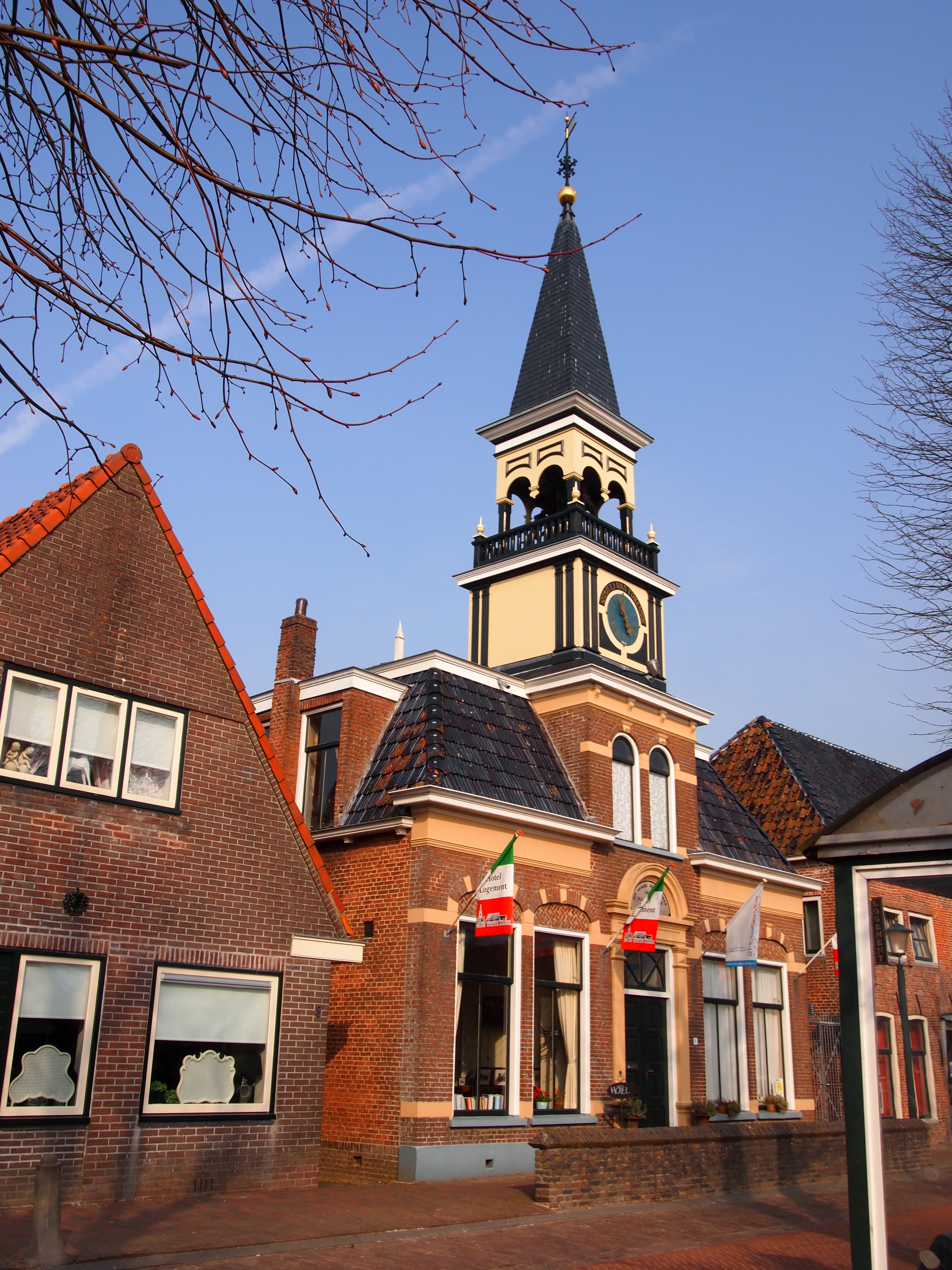
Julianakerk

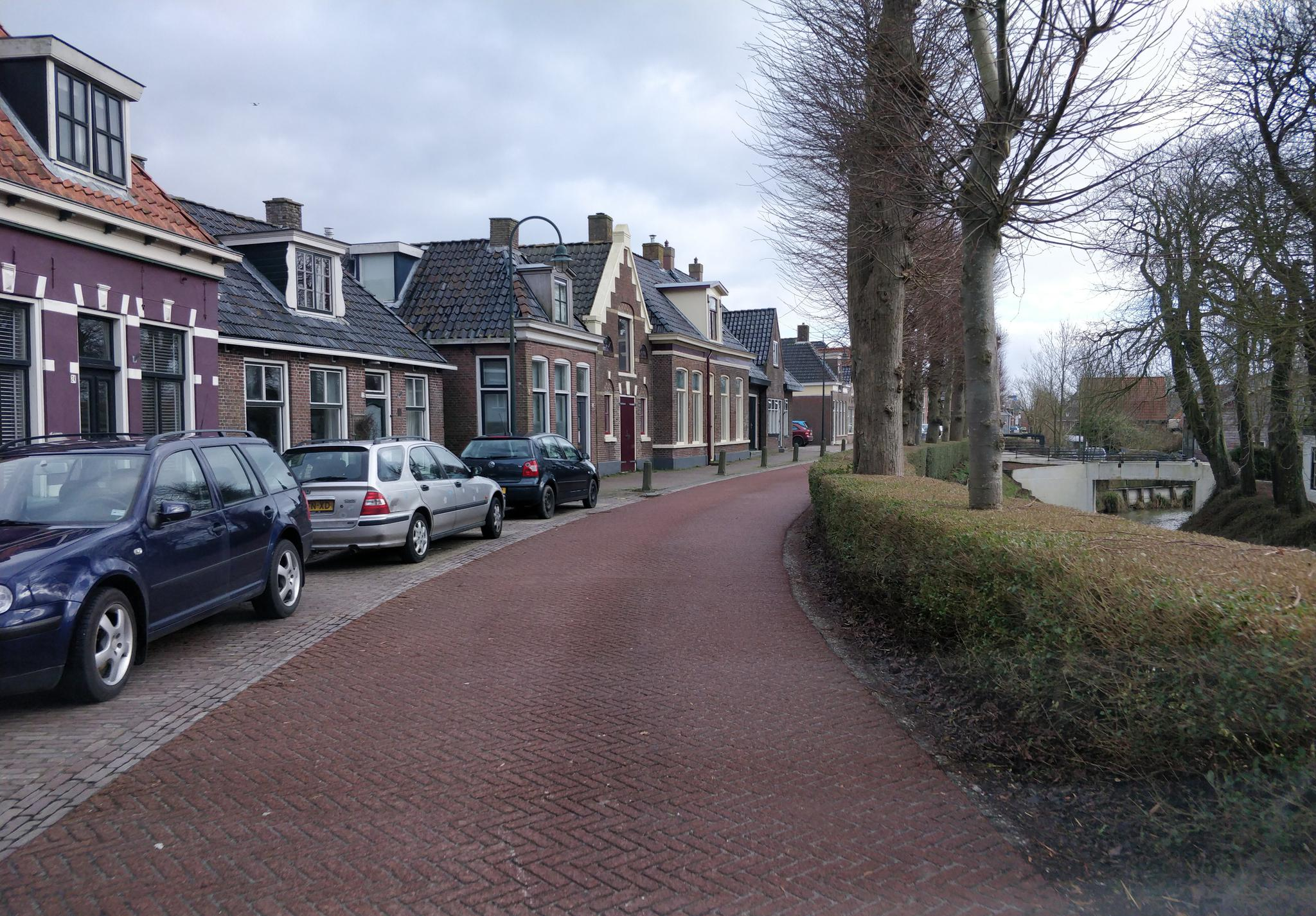
Dorpsbeeld van Oudebildtzijl

Oudebildtzijl (Bildts: Ouwe-Syl en Fries: Aldebiltsyl) is een dorp in de gemeente Waadhoeke, in de Nederlandse provincie Friesland. Oudebildtzijl ligt tussen Hallum en Sint Annaparochie, aan de Oudebildtdijk en de Ouwe Rij. In 2023 telde het dorp 935 inwoners.
De buurtschap Nieuwebildtzijl ligt in het postcodegebied van Oudebildtzijl. Ook een groot boerenbedrijf aan de rand van het dorp Oude Leije ligt binnen het dorpsgebied van Oudebildtzijl. In 1948 heeft het dorp de dorpsstatus gekregen, daarvoor viel Oudebildtzijl onder het dorp Vrouwenparochie.

## Geschiedenis
Het Bildt ligt in de monding van de vroegere Middelzee. Vanaf de 13e eeuw slibde de Middelzee dicht. In de vijftiende eeuw werd besloten het gebied van het huidige Bildt in te polderden door de aanleg van de vijftien kilometer lange Oudebildtdijk. De aanleg van de dijk werd begin 1505 gestart, en eind 1505 voltooid. De Oude Rij was een voormalige zeeslenk die vanuit Oude Leije in noordelijke richting naar zee liep, tegenwoordig is het de vaart tussen Oude Leije en Oudebildtzijl.
In Oude Leije bevond zich een sluis in de dijk, de "Leije Zijl", maar met de inpolderingen was er een sluis noodzakelijk in de nieuwe dijk, ter hoogte van het huidige Oudebildtzijl. Bij deze sluis (zijl) ontstond een nederzetting met de naam Bildtzijl.
Na de aanleg van de Nieuwe Bildtdijk en een nieuwe sluis bij Nieuwebildtzijl werden de namen veranderd in Oudebildtdijk en Oudebildtzijl. Met de inpoldering van Het Bildt bleven veel dijkwerkers, afkomstig uit Zuid-Holland, wonen in het gebied. Hierdoor ontstond een eigen mengtaal, het Bildts. Veel dijkwerkers bouwden hun huizen langs de dijk waardoor er zich op deze plaats een bloeiende gemeenschap vormde. Dijkwerkers werden uiteindelijk landarbeider, boer, visser of slikwerker.
Rond 1960 trok een deel van de bevolking weg omdat als gevolg van de landbouwmechanisatie de werkgelegenheid in de landbouw afnam. Hierdoor verpauperden de woningen tot het punt dat de gemeente Het Bildt overwoog om de leegstaande huizen, hoofdzakelijk op de Oudebildtdijk, af te breken. Deze plannen zijn uiteindelijk nooit doorgezet en de huisjes zijn uiteindelijk relatief goedkoop verkocht. In de vrijkomende huisjes gingen forenzen, Randstedelingen en Duitse toeristen wonen.
Tot 2018 behoorde het dorp tot de gemeente het Bildt.

## Bezienswaardigheden
Het beschermde dorpsgezicht van Oudebildtzijl is een van de beschermde stads- en dorpsgezichten in Friesland. 
Een markant punt in het centrum van het dorp is de in 2006 gerestaureerde Pyp, de voormalige oude sluis. In 2006 is de sluis weer in originele staat terug gebracht. In de nabijheid van de sluis vindt men een gerestaureerde herberg welke sinds 1664 aangeduid wordt met De Klok.
In 2000 is Oudebildtzijl benoemd tot een van de negen Villages of Tradition. Samen met plattelandsdorpen in Europa vormen ze een internationaal netwerk ter bevordering van regionale activiteiten en het in stand houden van cultureel erfgoed.

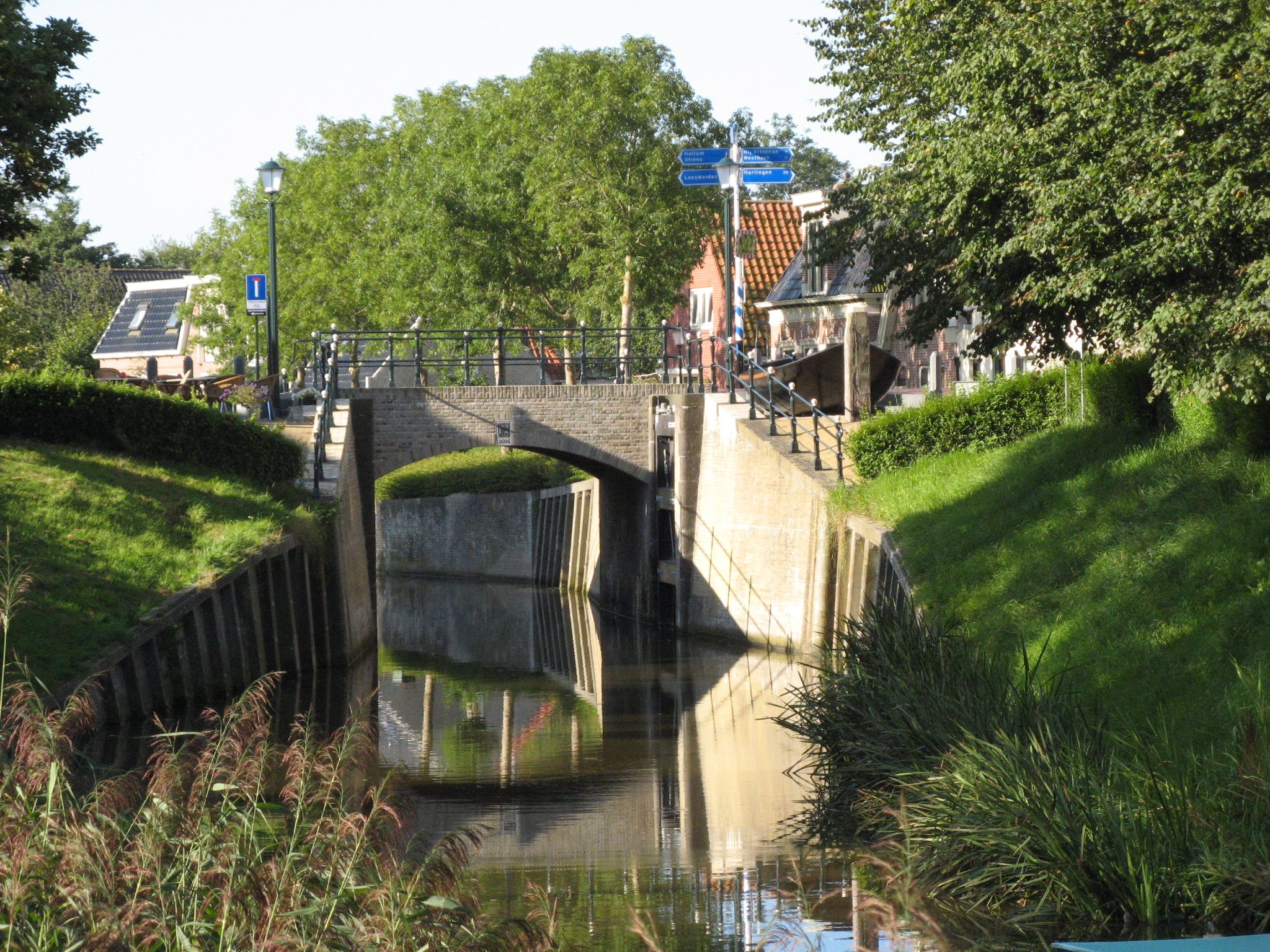
Sluis
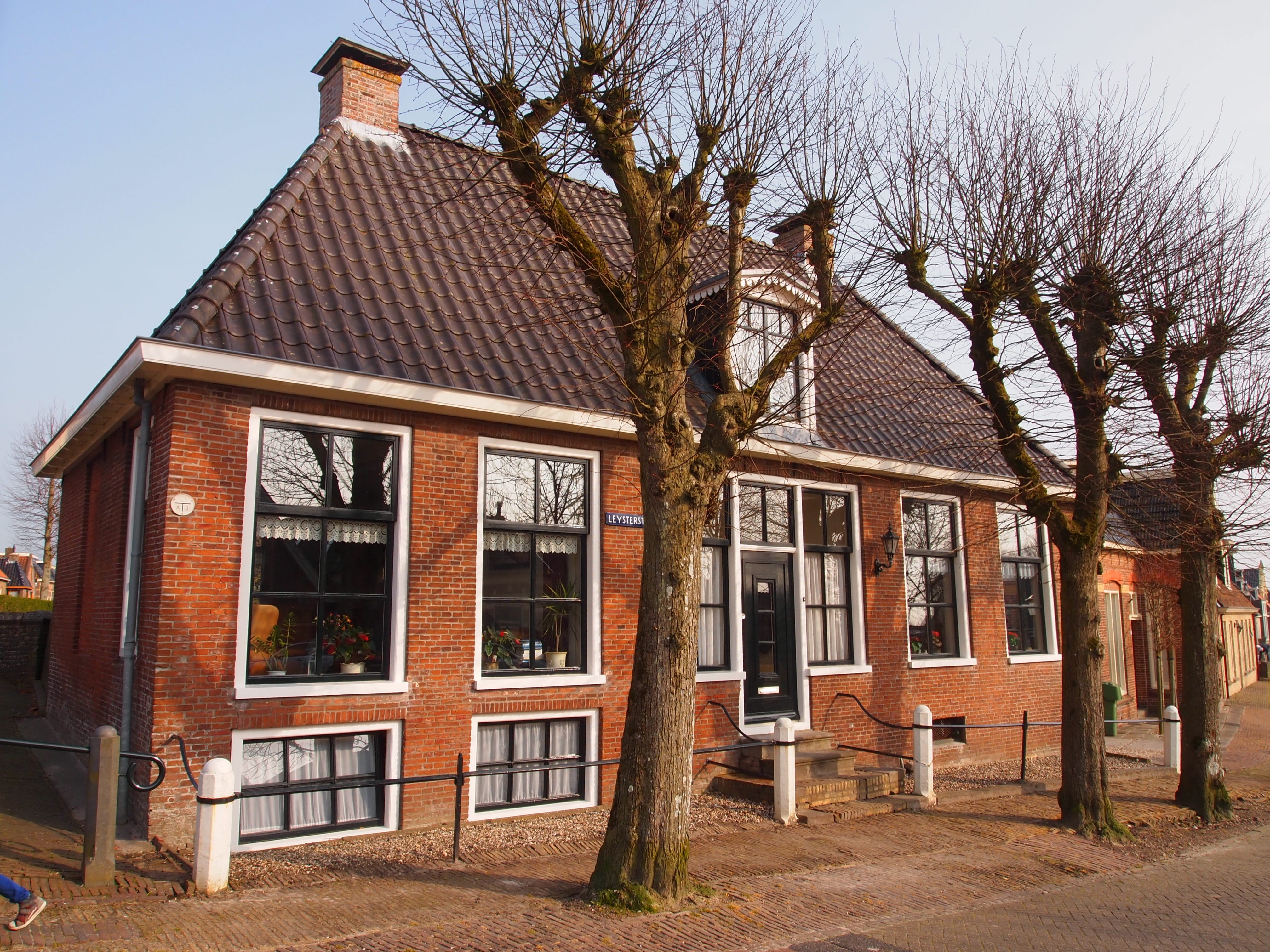
Rijksmonument

Zie verder ook de lijst van rijksmonumenten in Oudebildtzijl.

## Kerken
In Oudebildtzijl stonden vier kerken. De oudste is de Julianakerk uit 1806. Deze kerk werd in 1997 gesloten. De voormalige Hervormde kerk dateert uit 1905. Deze kerk is sinds 1960 een woonhuis. De Kerk van Oude- en Nieuwebildtzijl dateert uit 1932 en werd in 2016 gesloten. De enige kerk in functie is de kerk van de Vrije Evangelische Gemeente. Deze kerk werd opgericht in 1918 en huist in een pand uit 1880.

## Sport
De kaatsvereniging KV De Kolk werd in 1909 opgericht. De voetbalvereniging VV Ouwe Syl stamt uit 1967. Sinds 1991 is er een tennisvereniging d'Ouwe Rij.

## Cultuur en toerisme
De muziekvereniging Excelsior Oudebildtzijl is opgericht in 1990. In de Julianakerk zit het Bezoekerscentrum de Aerden Plaats, vooral toeristisch centrum maar ook een plek waar de archeologische en de culturele geschiedenis van het dorp en Het Bildt wordt getoond.

## Onderwijs
De basisschool IKC De Syl is in 2014 ontstaan door een fusie van twee eerdere basisscholen in het dorp.

## Jabikspaad
De oostelijke route van het Jabikspaad, de Friese Camino de Santiago, gaat door Oudebildtzijl. Het Jabikspaad is 130 kilometer lang en loopt van Sint Jacobiparochie naar Hasselt.
Een ander wandelpad is de Klaine Kaizer Padsy, vernoemd naar een befaamde bewoner, Gerrit Keizer (1874-1946), die een tijdlang te boek stond als de kleinste man ter wereld.

## Geboren in Oudebildtzijl
- Klaine Gerrit Keizer (1874-1946), entertainer.
- Sybe Krol (1946-1990), dichter en vertaler
- Jannie Regnerus (1971-), schrijfster en beeldend kunstenaar